# 聖塔菲撞擊結構
聖塔菲撞擊結構（英語：Santa Fe impact structure）是位於美國新墨西哥州聖塔菲東北部的受侵蝕的撞擊坑殘餘，直徑約6到13公里。該撞擊坑是在2005年時由一位地質學家注意到位於聖塔菲和海德纪念州立公园之間475號新墨西哥州公路切過區域岩石中的破裂錐而發現。破裂錐是岩石受到撞擊事件或核爆的震波而形成的結構。
該區域因為受到嚴重侵蝕，被稱為「撞擊結構」，而非撞擊坑。對當地最近一次定年的結果顯示它在大約14到16億年前形成。現在只留下撞擊坑的基岩在山脈中的露頭。近年的研究開始推測它的直徑。它的破裂錐沿著公路總共散布了約1.6公里，因此其直徑必定遠大於這個範圍。